# Arquidiócesis de Kuching
La arquidiócesis de Kuching (en latín: Archidioecesis Kuchingen(sis), en malayo: Keuskupan Agung Kuching y en inglés: Roman Catholic Archdiocese of Kuching) es una circunscripción eclesiástica latina de la Iglesia católica en Malasia, sede metropolitana de la provincia eclesiástica de Kuching. La arquidiócesis tiene al arzobispo Simon Poh Hoon Seng como su ordinario desde el 4 de marzo de 2017.

## Territorio y organización
La arquidiócesis tiene 19 173 km² y extiende su jurisdicción sobre los fieles católicos de rito latino residentes en 5 divisiones del estado de Sarawak: Kuching, Samarahan, Serian, Betong y Sri Aman.
La sede de la arquidiócesis se encuentra en la ciudad de Kuching, en donde se halla la Catedral de San José.
En 2019 en la arquidiócesis existían 12 parroquias.
La arquidiócesis tiene como sufragáneas a las diócesis de: Miri y Sibu.

## Historia
La prefectura apostólica de Sarawak fue erigida el 5 de febrero de 1927 con el breve Quae rei sacrae del papa Pío XI, derivando su territorio de la prefectura apostólica de Labuán y Borneo Septentrional (hoy arquidiócesis de Kota Kinabalu), que al mismo tiempo asumió el nombre de la prefectura apostólica de Borneo Septentrional.
El 14 de febrero de 1952, en virtud de la bula Aequum sane del papa Pío XII, la prefectura apostólica fue elevada a vicariato apostólico, tomando el nombre de vicariato apostólico de Kuching. Al mismo tiempo amplió su territorio extendiéndose hasta Brunéi, que ya había pertenecido a la prefectura apostólica de Borneo Septentrional.
El 19 de diciembre de 1959 cedió una parte de su territorio para la erección del vicariato apostólico de Miri (hoy diócesis de Miri).
El 31 de mayo de 1976 el vicariato apostólico fue elevado al rango de arquidiócesis metropolitana con la bula Quoniam Deo favente del papa Pablo VI.
El 22 de diciembre de 1986 cedió otra porción de su territorio para la erección de la diócesis de Sibu mediante la bula Adoranda Christi del papa Juan Pablo II.

## Estadísticas
De acuerdo al Anuario Pontificio 2020 la arquidiócesis tenía a fines de 2019 un total de 212 134 fieles bautizados.
| Año                                                                             | Población            | Población | Población      | Sacerdotes | Sacerdotes    | Sacerdotes    | Bautizados por sacerdote | Diáconos permanentes | Religiosos | Religiosos | Parroquias |
| Año                                                                             | Bautizados católicos | Total     | % de católicos | Total      | Clero secular | Clero regular | Bautizados por sacerdote | Diáconos permanentes | Varones    | Mujeres    | Parroquias |
| ------------------------------------------------------------------------------- | -------------------- | --------- | -------------- | ---------- | ------------- | ------------- | ------------------------ | -------------------- | ---------- | ---------- | ---------- |
| 1950                                                                            | 12 230               | 546 000   | 2.2            | 29         | 1             | 28            | 421                      |                      |            | 54         | 11         |
| 1969                                                                            | 52 700               | 754 598   | 7.0            | 73         | 40            | 33            | 721                      |                      | 52         | 103        | 16         |
| 1980                                                                            | 91 960               | 966 000   | 9.5            | 34         | 10            | 24            | 2704                     |                      | 32         | 83         |            |
| 1990                                                                            | 82 620               | 735 000   | 11.2           | 17         | 12            | 5             | 4860                     |                      | 9          | 63         | 9          |
| 1999                                                                            | 118 300              | 760 000   | 15.6           | 18         | 17            | 1             | 6572                     |                      | 3          | 65         | 9          |
| 2000                                                                            | 123 740              | 850 000   | 14.6           | 19         | 17            | 2             | 6512                     |                      | 4          | 68         | 9          |
| 2001                                                                            | 129 300              | 937 600   | 13.8           | 19         | 16            | 3             | 6805                     |                      | 5          | 65         | 9          |
| 2002                                                                            | 133 129              | 1 000     | 13.3           | 18         | 15            | 3             | 7396                     |                      | 5          | 64         | 9          |
| 2003                                                                            | 138 510              | 939 550   | 14.7           | 21         | 16            | 5             | 6595                     |                      | 7          | 67         | 10         |
| 2004                                                                            | 140 307              | 939 550   | 14.9           | 24         | 18            | 6             | 5846                     |                      | 10         | 63         | 10         |
| 2013                                                                            | 188 725              | 1 199 000 | 15.7           | 33         | 23            | 10            | 5718                     |                      | 16         | 70         | 12         |
| 2016                                                                            | 201 719              | 1 231 000 | 16.4           | 39         | 27            | 12            | 5172                     |                      | 16         | 72         | 12         |
| 2019                                                                            | 212 134              | 1 188 000 | 17.9           | 34         | 20            | 14            | 6239                     |                      | 18         | 63         | 12         |
| Fuente: Catholic-Hierarchy, que a su vez toma los datos del Anuario Pontificio. |                      |           |                |            |               |               |                          |                      |            |            |            |

## Episcopologio
- Edmondo Dunn, M.H.M. † (5 de febrero de 1927-31 de diciembre de 1933 falleció)
- Luigi Hopfgartner, M.H.M. † (8 de noviembre de 1935-15 de mayo de 1949 falleció)
- Jan Vos, M.H.M. † (18 de noviembre de 1949-9 de febrero de 1968 renunció)
- Karl Reiterer, M.H.M. † (9 de febrero de 1968 por sucesión-30 de diciembre de 1974 falleció)
- Peter Chung Hoan Ting (30 de enero de 1975-21 de junio de 2003 retirado)
- John Ha Tiong Hock (21 de junio de 2003-4 de marzo de 2017 renunció)
- Simon Poh Hoon Seng, desde el 4 de marzo de 2017